# Радичевци
Радичевци су насеље у Србији у општини Босилеград у Пчињском округу. Према попису из 2022. било је 100 становника.

## Демографија
У насељу Радичевци живи 138 пунолетних становника, а просечна старост становништва износи 43,6 година (43,8 код мушкараца и 43,3 код жена). У насељу има 61 домаћинство, а просечан број чланова по домаћинству је 2,69.
Становништво у овом насељу веома је нехомогено (према попису из 2002. године), а у последња три пописа, примећен је пад у броју становника.
|  |

| Демографија | Демографија | Демографија |
| Година      | Становника  | Становника  |
| ----------- | ----------- | ----------- |
| 1948.       | 239         |             |
| 1953.       | 183         |             |
| 1961.       | 149         |             |
| 1971.       | 175         |             |
| 1981.       | 182         |             |
| 1991.       | 180         | 179         |
| 2002.       | 164         | 174         |
| 2011.       | 155         |             |
| 2022.       | 100         |             |

| Година пописа     | 1948. | 1953. | 1961. | 1971. | 1981. | 1991. | 2002. |
| ----------------- | ----- | ----- | ----- | ----- | ----- | ----- | ----- |
| Број домаћинстава | 56    | 43    | 46    | 59    | 65    | 61    | 61    |

| Број чланова      | 1  | 2  | 3  | 4 | 5 | 6 | 7 | 8 | 9 | 10 и више | Просек |
| ----------------- | -- | -- | -- | - | - | - | - | - | - | --------- | ------ |
| Број домаћинстава | 14 | 20 | 11 | 7 | 6 | 2 | 1 | 0 | 0 | 0         | 2,69   |

| Пол    | Укупно | Неожењен/Неудата | Ожењен/Удата | Удовац/Удовица | Разведен/Разведена | Непознато |
| ------ | ------ | ---------------- | ------------ | -------------- | ------------------ | --------- |
| Мушки  | 77     | 21               | 41           | 10             | 4                  | 1         |
| Женски | 65     | 9                | 41           | 10             | 4                  | 1         |
| УКУПНО | 142    | 30               | 82           | 20             | 8                  | 2         |

| Пол    | Укупно                    | Пољопривреда, лов и шумарство | Рибарство                            | Вађење руде и камена | Прерађивачка индустрија       |
| ------ | ------------------------- | ----------------------------- | ------------------------------------ | -------------------- | ----------------------------- |
| Мушки  | 42                        | 4                             | 0                                    | 2                    | 4                             |
| Женски | 10                        | 1                             | 0                                    | 0                    | 3                             |
| УКУПНО | 52                        | 5                             | 0                                    | 2                    | 7                             |
| Пол    | Производња и снабдевање   | Грађевинарство                | Трговина                             | Хотели и ресторани   | Саобраћај, складиштење и везе |
| Мушки  | 1                         | 14                            | 1                                    | 1                    | 1                             |
| Женски | 0                         | 0                             | 1                                    | 1                    | 0                             |
| УКУПНО | 1                         | 14                            | 2                                    | 2                    | 1                             |
| Пол    | Финансијско посредовање   | Некретнине                    | Државна управа и одбрана             | Образовање           | Здравствени и социјални рад   |
| Мушки  | 0                         | 0                             | 0                                    | 1                    | 1                             |
| Женски | 0                         | 0                             | 0                                    | 0                    | 0                             |
| УКУПНО | 0                         | 0                             | 0                                    | 1                    | 1                             |
| Пол    | Остале услужне активности | Приватна домаћинства          | Екстериторијалне организације и тела | Непознато            | Непознато                     |
| Мушки  | 0                         | 0                             | 0                                    | 12                   | 12                            |
| Женски | 0                         | 0                             | 0                                    | 4                    | 4                             |
| УКУПНО | 0                         | 0                             | 0                                    | 16                   | 16                            |

| Етнички састав према попису из 2002.‍ | Етнички састав према попису из 2002.‍ | Етнички састав према попису из 2002.‍ | Етнички састав према попису из 2002.‍ | Етнички састав према попису из 2002.‍ |
| ------------------------------------ | ------------------------------------ | ------------------------------------ | ------------------------------------ | ------------------------------------ |
|                                      |                                      |                                      |                                      |                                      |
| Бугари                               | Бугари                               |                                      | 74                                   | 45,12%                               |
| Срби                                 | Срби                                 |                                      | 17                                   | 10,36%                               |
| Македонци                            | Македонци                            |                                      | 3                                    | 1,82%                                |
| Југословени                          | Југословени                          |                                      | 2                                    | 1,21%                                |
| неизјашњени                          | неизјашњени                          |                                      | 68                                   | 41,46%                               |

| Етнички састав према попису из 2022.‍ | Етнички састав према попису из 2022.‍ | Етнички састав према попису из 2022.‍ | Етнички састав према попису из 2022.‍ | Етнички састав према попису из 2022.‍ |
| ------------------------------------ | ------------------------------------ | ------------------------------------ | ------------------------------------ | ------------------------------------ |
|                                      |                                      |                                      |                                      |                                      |
| Срби                                 | Срби                                 |                                      | 48                                   | 48%                                  |
| Бугари                               | Бугари                               |                                      | 33                                   | 33%                                  |
| неизјашњени                          | неизјашњени                          |                                      | 8                                    | 8%                                   |

## Галерија
- Горњи Радичевци